# ألكسندر إيساك
ألكسندر إيزاك (بالسويدية: Alexander Isak) (من مواليد 21 سبتمبر 1999) هو لاعب كرة قدم سويدي يلعبُ لصالح نادي نيوكاسل يونايتد الإنجليزي و‌المنتخب السويدي في مركز الهجوم.

## الحياة المُبكّرة
وُلد إسحاق في بلدية سولنا في وسطِ مقاطعة ستوكهولم بالسويدِ من أبوين إريتريين. بدأ اللعب للفريقِ الرديف لأيك سولنا وهو في السادسة من عمره.

## المسيرة الكروية

### أيك سولنا
ضمَّ أندرياس آلم مدرب أيك سولنا ألكسندر إسحاق في السابع من نيسان/أبريل عام 2016 إلى التشكيلة الأساسيّة في الجولةِ الثانية من بطولة الدوري السويدي الممتاز في مباراةٍ خارج أرضه ضد نادي أوسترسوند إلى جانبِ زميله المهاجم الشاب كارلوس ستراندبيرغ في المباراةِ التي فاز فيها فريقُ أيك سولنا بهدفين نظيفين ونجحَ فيها إسحاق في تسجيلِ الهدف الثاني ليُصبح بذلك أصغر هدَّافٍ في تاريخ أيك سولنا وذلك عن عمرِ 16 سنة و199 يومًا.
بحلول 25 نيسان/أبريل من نفسِ العام؛ نجحَ إسحاق في التوقيعِ على هدفٍ آخر في المباراة أمام نادي إلفسبورغ والتي انتهت بـ 2-1 لصالحِ أيك سولنا. وقَّع إسحاق في الثالث من أيّار/مايو 2016 على أول عقدٍ احترافي له وذلك حتى نهاية موسم 2018. بعدها بعدّة أيامٍ قليلةٍ؛ أُقيل المدير الفني للفريق ومع ذلك فقد حافظَ إسحاق على مكانهِ في التشكيلة الرسميّة رفقةَ المدرب الجديد ريكارد نورلينغ.
سجّل إسحاق في الواحد والعشرين من أيلول/سبتمبر 2016 – الذي ترافقَ مع عيد ميلاه السابع عشر – هدفينِ حاسمينِ في المباراة التي فاز فيها فريقهُ بثلاثيّة نظيفة أمامَ نادي يورغوردينس. نتيجةً لمردودهِ الطيّب هذا؛ وصفهُ زميله في الفريق تشينيدو أوباسي بأنه «زلاتان إبراهيموفيتش الجديد».

### بوروسيا دورتموند
وقَّع ألكسندر إسحاق في الثالث والعشرين من كانون الثاني/يناير 2017 على عقدٍ مع نادي بوروسيا دورتموند الذي ينشطُ في دوري الدرجة الأولى الألماني يمتدُّ لغايةِ صيف عام 2022. لم يُكشف رسميًا عن قيمةِ الصفقة؛ لكنَّ تقارير صحفيّة قدّرتها بتسعِ مليون يورو ليكون إسحاق بذلك أغلى لاعبٍ ينتقلُ من الدوري السويدي الممتاز إلى فريقٍ آخر.
شاركَ ألكسندر إسحاق للمرّة الأولى مع بوروسيا دورتموند في المبارةِ التي فاز فيها هذا الأخير بثلاثية نظيفة على حسابِ سبورت فروند لوتي في الرابع عشر من آذار/مارس 2017. حقّق إسحاق أول لقبٍ مع الفريق حينما تُوّج ببطولة كأس ألمانيا 2016–17 مع أنه شارك مع الفريقِ حينها في مبارةٍ واحدةٍ ولم يظهر أيضًا في المباراة النهائية.

### فيلم تو تيلبورغ
لم يستمر ألكسندر إسحاق طويلًا في الدوري الألماني مع بوروسيا دورتموند؛ حيثُ انتقل مع نهاية موسم 2018–19 على سبيل الإعارة إلى الدوري الهولندي الممتاز وذلك لخوضِ تجربةٍ جديدةٍ مع نادي فيلم تو تيلبورغ. سجّل إسحاق في الثامن والعشرين من شباط/فبراير 2019 هدف التعادل ضد ألكمار في الدور نصف النهائي من كأس هولندا مما ساعد فريقه فيلم تو تيلبورغ في الوصول إلى نهائي الكأس للمرة الأولى منذ عام 2005. بحلول الثلاثين من آذار/مارس 2019؛ أصبح إسحاق أول لاعبٍ على الإطلاق يسجل ثلاث ركلات جزاء في مباراةٍ في الدوري الهولندي وذلك أمام فورتونا سيتارد في المباراة التي انتهت 3-2 لصالحِ فيلم تو تيلبورغ؛ ثم وبحلول الرابع عشر من نيسان/أبريل 2019؛ أصبح إسحاق أول لاعبٍ أجنبي المَوْلِد في الدوري الهولندي الممتاز يُسجّل 12 هدفًا في أول 12 مباراة له في البطولة.

### ريال سوسييداد
وقَّع ألكسندر إسحاق في الثاني عشر من حزيران/يونيو عام 2019 على عقدٍ يمتدُّ لخمس سنواتٍ مع ريال سوسيداد لينضمَّ إلى النادي الإسباني ونجحَ في الأول من تمّوز/يوليو في التوقيعِ على هدفه الأول مع الفريق؛ كما نجحَ في تسجيلِ أربعة أهدافٍ في خمس مباريات. عاد ألكسندر إسحاق للتوقيعِ على هدفٍ آخرٍ في المباراة التي فاز فيها فريقهُ في الثاني والعشرين من أيلول/سبتمبر 2019 بـ 3-1 على حسابِ إسبانيول، ثم تألق فوقّع على ثنائية في السادس من شباط/فبراير في ربع نهائي كأس الملك أمامَ ريال مدريد.

## مع المنتخب
استُدعي إسحاق للمشاركة معَ المنتخب السويدي في المباريات الودية ضدَّ ساحل العاج في الثامن من كانون الثاني/يناير 2017 وضدّ سلوفاكيا في الثاني عشر من كانون الثاني/يناير. شاركَ ألكسندر إسحاق وقدَّم مردودًا طيبًا؛ حيثُ فمع أنه لم يُسجّل في المباراة الأولى أمام ساحل العاج لكن المنتخب السويدي نجحَ في تحقيقِ الفوز بهدفين مقابل واحد في آخر لحظات المباراة؛ بينما نجحَ اللاعب ذي الأصول الإريتيريّة في التوقيعِ على أول أهدافه في المباراة الثانية أمام سلوفاكيا والتي انتهت بفوزٍ عريضٍ بستّة أهدافٍ نظيفةٍ ليكون بذلك ألكسندر إسحاق أصغر هدافٍ على الإطلاق في تاريخ المنتخب السويدي.
لعب إسحاق أول مباراةٍ رسميّةٍ له مع المنتخب السويدي في الثالث والعشرين من آذار/مارس من عام 2019 حيثُ دخل كبديلٍ لللاعبِ روبن كوايسون في الدقيقة 88 وذلك في مباراةٍ لحسابِ تصفيات بطولة أمم أوروبا 2020 ضد رومانيا والتي انتهت لصالحِ السويد بـ 2-1. وقَّع إسحاق على أول أهدافهِ الرسميّة مع المنتخب السويدي في السابعِ من حزيران/يونيو 2019 عندما فازت السويد على مالطا في تصفيات كأس الأمم الأوروبية 2020 في فريندز أرينا بستوكهولم في السويد.

## الإحصائيات

### النادي
| النادي                  | الموسم        | الدوري                   | الدوري        | الدوري      | الكأس         | الكأس       | كأس الرابطة   | كأس الرابطة | أوروبا        | أوروبا      | أخري          | أخري        | المجموع       | المجموع     |
| النادي                  | الموسم        | الجهة                    | عدد المباريات | عدد الأهداف | عدد المباريات | عدد الأهداف | عدد المباريات | عدد الأهداف | عدد المباريات | عدد الأهداف | عدد المباريات | عدد الأهداف | عدد المباريات | عدد الأهداف |
| ----------------------- | ------------- | ------------------------ | ------------- | ----------- | ------------- | ----------- | ------------- | ----------- | ------------- | ----------- | ------------- | ----------- | ------------- | ----------- |
| أيك سولنا               | 2016          | الدوري السويدي الممتاز   | 24            | 10          | 2             | 3           | -             | -           | 3             | 0           | -             | -           | 29            | 13          |
| أيك سولنا               | المجموع       | المجموع                  | 24            | 10          | 2             | 3           | 0             | 0           | 3             | 0           | 0             | 0           | 29            | 13          |
| بوروسيا دورتموند ب      | 2016-17       | المنطقة الغربية          | 1             | 0           | -             | -           | -             | -           | -             | -           | -             | -           | 1             | 0           |
| بوروسيا دورتموند ب      | 2018-19       | المنطقة الغربية          | 11            | 5           | -             | -           | -             | -           | -             | -           | -             | -           | 11            | 5           |
| بوروسيا دورتموند ب      | المجموع       | المجموع                  | 12            | 5           | -             | -           | -             | -           | -             | -           | -             | -           | 12            | 5           |
| بوروسيا دورتموند        | 2016-17       | الدوري الالماني          | 0             | 0           | 1             | 0           | -             | -           | 0             | 0           | 0             | 0           | 1             | 0           |
| بوروسيا دورتموند        | 2017-18       | الدوري الالماني          | 5             | 0           | 3             | 1           | -             | -           | 4             | 0           | 0             | 0           | 12            | 1           |
| بوروسيا دورتموند        | 2018-19       | الدوري الالماني          | 0             | 0           | 0             | 0           | -             | -           | 0             | 0           | 0             | 0           | 0             | 0           |
| بوروسيا دورتموند        | المجموع       | المجموع                  | 5             | 0           | 4             | 1           | -             | -           | 4             | 0           | 0             | 0           | 13            | 1           |
| فيلم تو تيلبورغ (إعارة) | 2018-19       | الدوري الهولندي          | 16            | 13          | 2             | 1           | -             | -           | -             | -           | -             | -           | 18            | 14          |
| فيلم تو تيلبورغ (إعارة) | المجموع       | المجموع                  | 16            | 13          | 2             | 1           | 0             | 0           | 0             | 0           | 0             | 0           | 18            | 14          |
| ريال سوسييداد           | 2019-20       | الدوري الاسباني          | 37            | 9           | 8             | 7           | -             | -           | -             | -           | -             | -           | 45            | 16          |
| ريال سوسييداد           | 2020-21       | الدوري الاسباني          | 34            | 17          | 1             | 0           | -             | -           | 8             | 0           | 1             | 0           | 44            | 17          |
| ريال سوسييداد           | 2021-22       | الدوري الاسباني          | 32            | 6           | 3             | 1           | -             | -           | 6             | 3           | -             | -           | 41            | 10          |
| ريال سوسييداد           | 2022-23       | الدوري الاسباني          | 2             | 1           | -             | -           | -             | -           | -             | -           | -             | -           | 2             | 1           |
| ريال سوسييداد           | المجموع       | المجموع                  | 105           | 33          | 12            | 8           | -             | -           | 14            | 3           | 1             | 0           | 132           | 44          |
| نيوكاسل يونايتد         | 2022-23       | الدوري الإنجليزي الممتاز | 22            | 10          | 1             | 0           | 4             | 0           | -             | -           | -             | -           | 27            | 10          |
| نيوكاسل يونايتد         | 2023-24       | الدوري الإنجليزي الممتاز | 30            | 21          | 4             | 2           | 1             | 1           | 5             | 1           | -             | -           | 40            | 25          |
| نيوكاسل يونايتد         | 2024-25       | الدوري الإنجليزي الممتاز | 34            | 23          | 2             | 1           | 6             | 3           | -             | -           | -             | -           | 42            | 27          |
| نيوكاسل يونايتد         | المجموع       | المجموع                  | 86            | 54          | 7             | 3           | 11            | 4           | 5             | 1           | -             | -           | 109           | 62          |
| المجموع الكُلّي           | المجموع الكُلّي | المجموع الكُلّي            | 248           | 115         | 27            | 16          | 11            | 4           | 27            | 5           | 1             | 0           | 312           | 139         |

1. ↑  في الدوري الأوروبي
2. ↑  لعب مباراةً واحدةً في دوري أبطال أوروبا؛ وثلاث مباريات في الدوري الأوروبي
3. ↑  في الدوري الأوروبي
4. ↑  في كأس السوبر الأسباني
5. ↑  في الدوري الأوروبي
6. ↑  في دوري أبطال أوروبا

### المنتخب
آخر تحديث 18 نوفمبر 2019. 
| السويد  | السويد         | السويد      |
| الموسم  | عدد المبارايات | عدد الأهداف |
| ------- | -------------- | ----------- |
| 2017    | 2              | 1           |
| 2018    | 0              | 0           |
| 2019    | 10             | 3           |
| المجموع | 12             | 4           |

### الأهداف الدولية
آخر تحديث 5 سبتمبر 2019.. 
|    | التاريخ                    | الملعب                                                 | الخصم    | النتيجة | النتيجة النهائية | المنافسة                                |
| -- | -------------------------- | ------------------------------------------------------ | -------- | ------- | ---------------- | --------------------------------------- |
| 1. | 12 كانون الثاني/يناير 2017 | استاد القوات المسلحة؛ أبو ظبي الإمارات العربية المتحدة | سلوفاكيا | 1 -0    | 6-0              | مباراة ودية                             |
| 2. | 7 حزيران/يونيو 2019        | فريندز أرينا، سولنا، السويد                            | مالطا    | 3 -0    | 3-0              | تصفيات بطولة أمم أوروبا 2020 المجموعة و |
| 3. | 5 أيلول/سبتمبر 2019        | تورسفولور، توشهافن، جزر فارو                           | جزر فارو | 1 -0    | 4-0              | تصفيات بطولة أمم أوروبا 2020 المجموعة و |
| 4. | 5 أيلول/سبتمبر 2019        | تورسفولور، توشهافن، جزر فارو                           | جزر فارو | 2 -0    | 4-0              | تصفيات بطولة أمم أوروبا 2020 المجموعة و |

## الألقاب والجوائز

### النوادي
بوروسيا دورتموند
- كأس ألمانيا: 2016–17

نيوكاسل يونايتد
- كأس رابطة الأندية الإنجليزية المحترفة: 2024–25

### الجوائز الفردية
- الدوري السويدي الممتاز: أفضل لاعب وافد جديد في الدوري لعام 2016[27]
- الدوري السويدي الممتاز: لاعب شهر أيلول/سبتمبر 2016
- منتخب السويد: أصغر هدَّاف للمنتخب عن عمرِ 17 عامًا و3 أشهر و 22 يومًا وذلك بعد تسجيله لهدفٍ في المباراة أمام سلوفاكيا في 12 كانون الثاني/يناير 2017[28]

## روابط خارجية
- ألكسندر إيساك على موقع الاتحاد الدولي (مؤرشف)  (الإنجليزية)
- ألكسندر إيساك على موقع الاتحاد الأوربي (الإنجليزية)
- ألكسندر إيساك على موقع اتحاد السويد (السويدية)
- ألكسندر إيساك على موقع إي إس بي إن إف سي (الإنجليزية)
- ألكسندر إيساك على موقع قاعدة بيانات كرة القدم.إي يو (الإنجليزية)
- ألكسندر إيساك على موقع ليكيب (الفرنسية)
- ألكسندر إيساك على موقع ناشيونال فوتبول تيمز (الإنجليزية)
- ألكسندر إيساك على موقع Soccerbase.com (لاعب) (الإنجليزية)
- ألكسندر إيساك على موقع Soccerway.com (الإنجليزية)
- ألكسندر إيساك على موقع عالم كرة القدم.نت (الإنجليزية)